# Санта Мария ди Ликодия
Санта Марѝя ди Ликодѝя (на италиански: Santa Maria di Licodia, на сицилиански Santa Marìa de Fuddia, Санта Мариа де Фудия) е градче и община в Южна Италия, провинция Катания, автономен регион и остров Сицилия. Разположено е на 442 m надморска височина. Населението на общината е 7108 души (към 2010 г.).
В общинската територия се намира част от вулкана Етна. Главният център на общината се намира в подножието на планината.